# Эта Водолея
Эта Водолея (лат. η Aquarii), 62 Водолея (лат. 62 Aquarii), HD 213998 — одиночная звезда в созвездии Водолея на расстоянии (вычисленном из значения параллакса) приблизительно 168 световых лет (около 51 парсека) от Солнца. Видимая звёздная величина звезды — +4,03m.

## Характеристики
Эта Водолея — бело-голубая звезда спектрального класса B8/9V или B9IV-Vn. Масса — около 3 солнечных, радиус — около 2,9 солнечных, светимость — около 91 солнечных. Эффективная температура — около 11041 К.